# 5806-os mellékút (Magyarország)
Az 5806-os mellékút egy csaknem 20 kilométeres hosszúságú, négy számjegyű mellékút Baranya vármegye területén, Szentlőrinc térségét (Királyegyházát) köti össze Sellye központjával, feltárva az útjába eső kisebb településeket is.

## Nyomvonala
Királyegyháza lakott területének déli peremén ágazik ki az 5805-ös útból, annak a 7+400-as kilométerszelvénye közelében, nyugat felé. 1,2 kilométer után egy kisebb irányváltással Gyöngyfa határai közé ér, de lakott helyeket ott nem érint, sőt alig 400 méter után át is lép onnan a következő falu, Sumony területére; a határátlépést ismét egy szerény, de egyértelmű irányváltás jelzi.
2,3 kilométer után egy elágazáshoz érkezik – ott torkollik bele észak felől az 5807-es út –, ami után jóval délebbi irányba fordul. 4,3 kilométer után éri el Sumony első házait, ahol a Petőfi Sándor utca nevet veszi fel; nagyjából egy kilométer hosszú belterületi szakaszán végig ez marad a neve. A hatodik kilométere előtt elhalad Kovácstelep külterületi településrész házai között, illetve a Szentlőrinc–Sellye-vasútvonal Sumony megállóhelye mellett, majd délnyugatnak folytatódik. 7,1 kilométer után áthalad az Okor vagy Bükkösdi-víz folyása felett, a híd előtt északnak kiágazó földúton közelíthető meg a Sumonyi Madárvonulás-kutató Állomás, mely az itteni, nagyobb részben már Bánfa területén elhelyezkedő tórendszer madárvilágának kutatását szolgálja.
A 8. kilométerétől Okorág területén húzódik, ismét jobbára dél felé haladva, bár a 10. és 11. kilométerei közt érinti Szentegát keleti határszélét is. 11,6 kilométer után keresztezi a vasutat, Okorág-Kárászpuszta megállóhely térségének északi szélénél, 12,8 kilométer után pedig beér a falu lakott területére, ahol újból délnyugatnak fordul, a Rákóczi Ferenc utca nevet felvéve. 13,4 kilométer után lép ki a községből, és alig 200 méterrel arrébb annak határai közül is.
Marócsai területen teljesíti a következő, bő egy kilométeres szakaszát, de lakott helyeket ott nem érint, a község több mint három kilométerre nyugatra fekszik az úttól. 14,7 kilométer után Kákics határai közé lép, jó egy kilométerrel arrébb pedig beér annak belterületére, a települési neve itt is végig Petőfi utca. Kevéssel a 16. kilométere előtt, még a falu északi részén kiágazik belőle nyugatnak az 58 153-as számú mellékút – ez vezet Marócsa központjába, de ezen érhető el a vasút Kákics megállóhelye is –, utána pedig délnek veszi az irányt; jó fél kilométerrel arrébb lép ki a településről.
Kevéssel 17,3 kilométer teljesítése előtt eléri Sellye északi határát, majd újból keresztezi a vasúti síneket. Nagyjából a 19. kilométere táján éri el a város északi szélét, ahol a Kossuth Lajos utca nevet veszi fel. Nem sokkal ezután pedig véget is ér, a városközpontban beletorkollva az 5804-es útba, annak a 34+100-as kilométerszelvénye közelében.
Teljes hossza, az országos közutak térképes nyilvántartását szolgáló kira.kozut.hu adatbázisa szerint 19,612 kilométer.

## Története
A Kartográfiai Vállalat 1970-es kiadású Magyarország autótérképe az utat már teljes hosszában kiépített, szinte végig szilárd burkolatú (pormentes) útként tünteti fel, egyedül Sumony és Okorág között jelöl néhány kilométernyi szakaszt nem pormentesként. Ugyanezen kiadó 1990-ben megjelent Magyarország autóatlasza a teljes hosszában portalanított útként jelöli.

## Települések az út mentén
- Királyegyháza
- (Gyöngyfa)
- Sumony
- (Szentegát)
- Okorág
- (Marócsa)
- Kákics
- Sellye